# 1675 en santé et médecine
| Années de la santé et de la médecine : 1672 - 1673 - 1674 - 1675 - 1676 - 1677 - 1678    |
| Décennies de la santé et de la médecine : 1640 - 1650 - 1660 - 1670 - 1680 - 1690 - 1700 |

Cet article présente les faits marquants de l'année 1675 en santé et médecine.

## Publications
- Louis Fouquet, fils de Marie de Maupeou dite Mme Fouquet (1590-1681) et frère de Nicolas Fouquet, célèbre surintendant des Finances de Louis XIV, fait publier les recettes de remèdes de sa mère[1]. Cette dame de charité soignait les pauvres et confectionnait ses propres préparations dont elle conservait les formules[2].

## Naissances
- 21 mars : James Douglas (mort en 1742), médecin et anatomiste britannique.

## Décès
- 5 février : Johann Heinrich Glaser (né en 1629), médecin suisse[3].
- 8 juin : Jan Jonston (né en 1603), médecin polonais[4].